# 豊田市消防本部
豊田市消防本部（とよたししょうぼうほんぶ）は、愛知県豊田市の消防部局（消防本部）。管轄区域は豊田市全域。

## 概要
- 消防本部：愛知県豊田市長興寺5-17-1
- 管内面積：918.47km2
- 職員定数：500人
- 消防署4か所、分署5か所、出張所7か所
- 主力機械（2021年4月1日現在）
  - 消防ポンプ自動車：9
  - 水槽付消防ポンプ自動車：20
  - 梯子付消防自動車：3
  - 化学消防ポンプ自動車：3
  - 小型動力ポンプ付水槽車I型：2
  - 小型動力ポンプ付水槽車II型：3
  - 救助工作車：4
  - 指揮車：5
  - 広報車：24
  - 指揮隊車：4
  - 資機材搬送車：7
  - 高規格救急自動車：21
  - 排煙電源車：1
  - 支援車：1
  - 起震車：1
  - その他車両：19
  - 合計：127

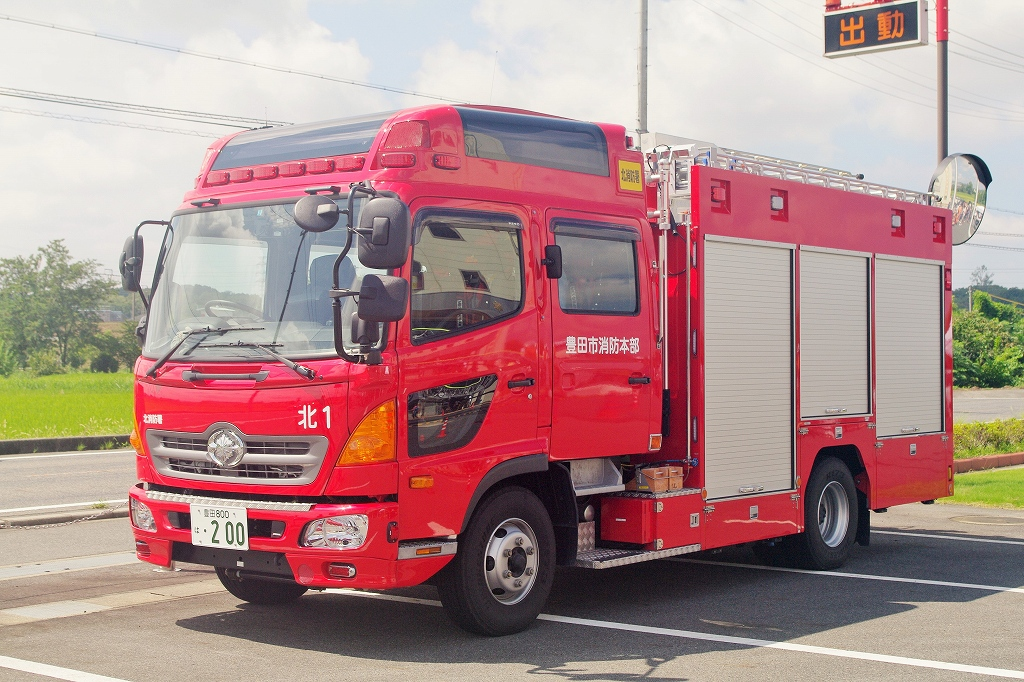
水槽付きポンプ車(北1)
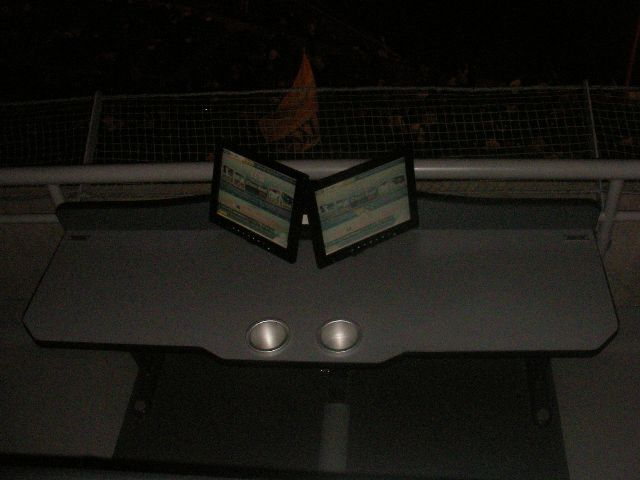
排煙電源車（旧北91）(更新済み)
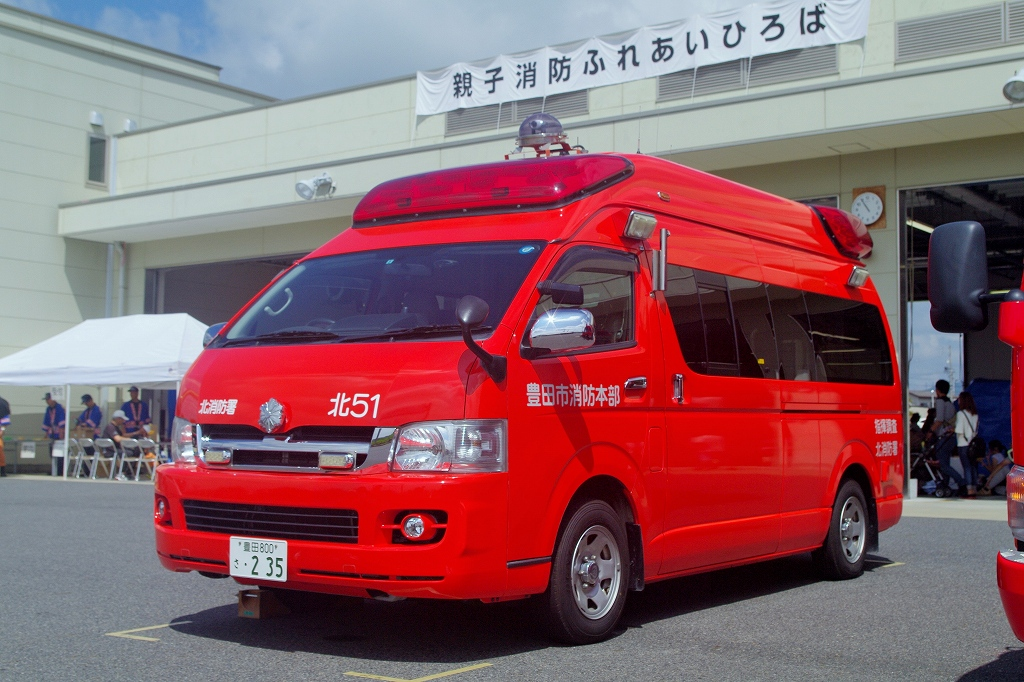
指揮車（旧北51）（更新済み）
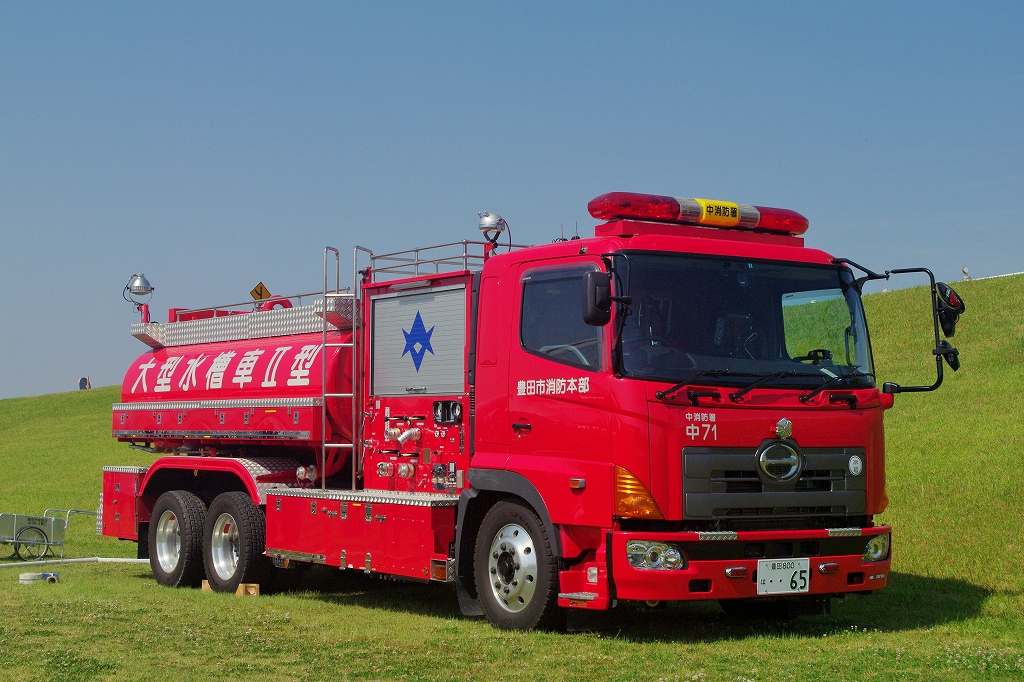
大型水槽車（旧中71）（更新済み）
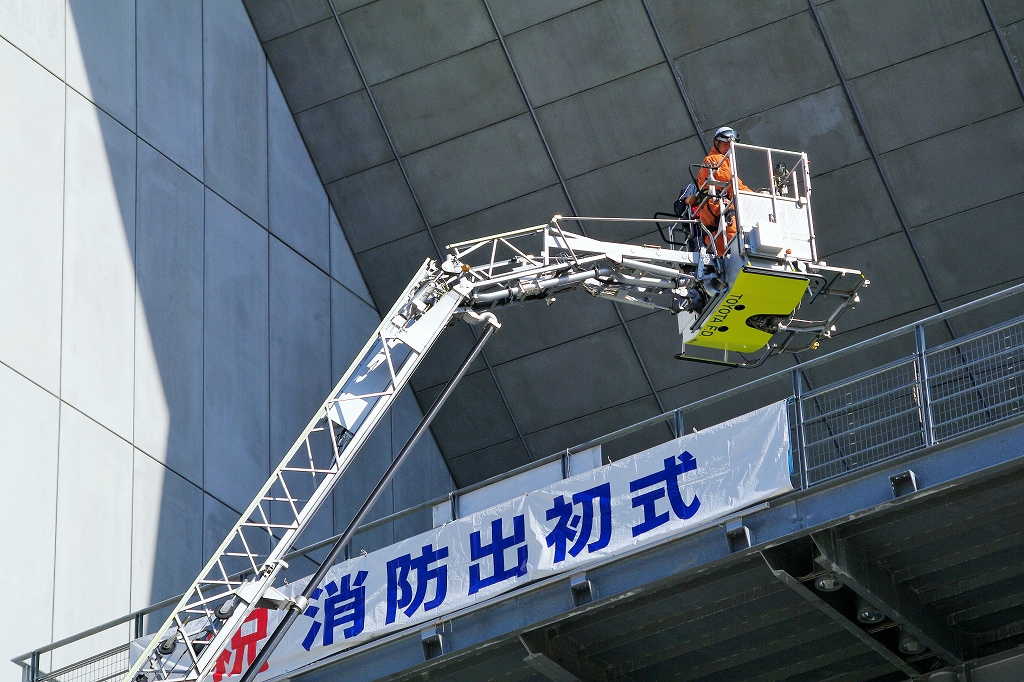
屈折式はしご車の先端

## 沿革
- 1956年 - 挙母市消防本部・挙母市消防署を開設する。
- 1959年 - 市名の改称に伴い、豊田市消防本部・豊田市消防署に改称する。
- 1963年 - 救急業務を開始する。
- 1966年 - 南部出張所を開設する。
- 1969年 - 美山出張所を開設する。
- 1970年 - 消防本部・消防署新庁舎を竣工し移転する。
- 1972年 - 四郷出張所を開設する。
- 1974年 - 大林出張所を開設する。
- 1976年 - 消防音楽隊が発足する。
- 1977年 - 松平出張所を開設する。
- 1979年 - 高岡出張所を開設する。
- 1980年 - 高橋分署を開設する。
- 1982年 - 保見出張所を開設する。
- 1987年 - 南分署を開設する。南部出張所を廃止する。
- 1992年 - 力石出張所を開設する。
- 1994年 - 消防本部・消防署新庁舎を竣工する。
- 1996年 - 西加茂郡藤岡町・小原村の消防事務受託に伴い、藤岡小原分署を開設する。四郷出張所が四郷分署に昇格する。
- 1997年 - 美山出張所を移転し、西分署として開設する。高橋分署を東分署に、四郷分署を北分署に改称する。
- 2000年 - 北分署が北消防署に、南分署が南消防署に昇格し、3署体制になる。豊田市消防署を中消防署に改称する。
- 2002年 - 逢妻出張所を開設する。
- 2003年 - 北消防署を新築し、移転する。
- 2005年 - 藤岡町・小原村・東加茂郡足助町・下山村・旭町・稲武町の編入合併に伴い、あすけ地域消防組合を編入する。組合消防署は足助消防署となり、4署体制となる。
- 2006年 - 大林出張所を移転し、末野原分署として開設する。
- 2009年 - 高度救助隊（SRT：スーパーレスキューとよた）が発足する。
- 2011年 - 東日本大震災の被災地に緊急消防援助隊を派遣する。
- 2014年 - 長野県御嶽山噴火災害に緊急消防援助隊を派遣する。
- 2024年1月2日 石川県能登半島地震に派遣される

## 組織
- 本部 - 総務課、警防救急課、予防課、指令課
- 消防署 - 管理課、消防1課、消防2課

## 消防署

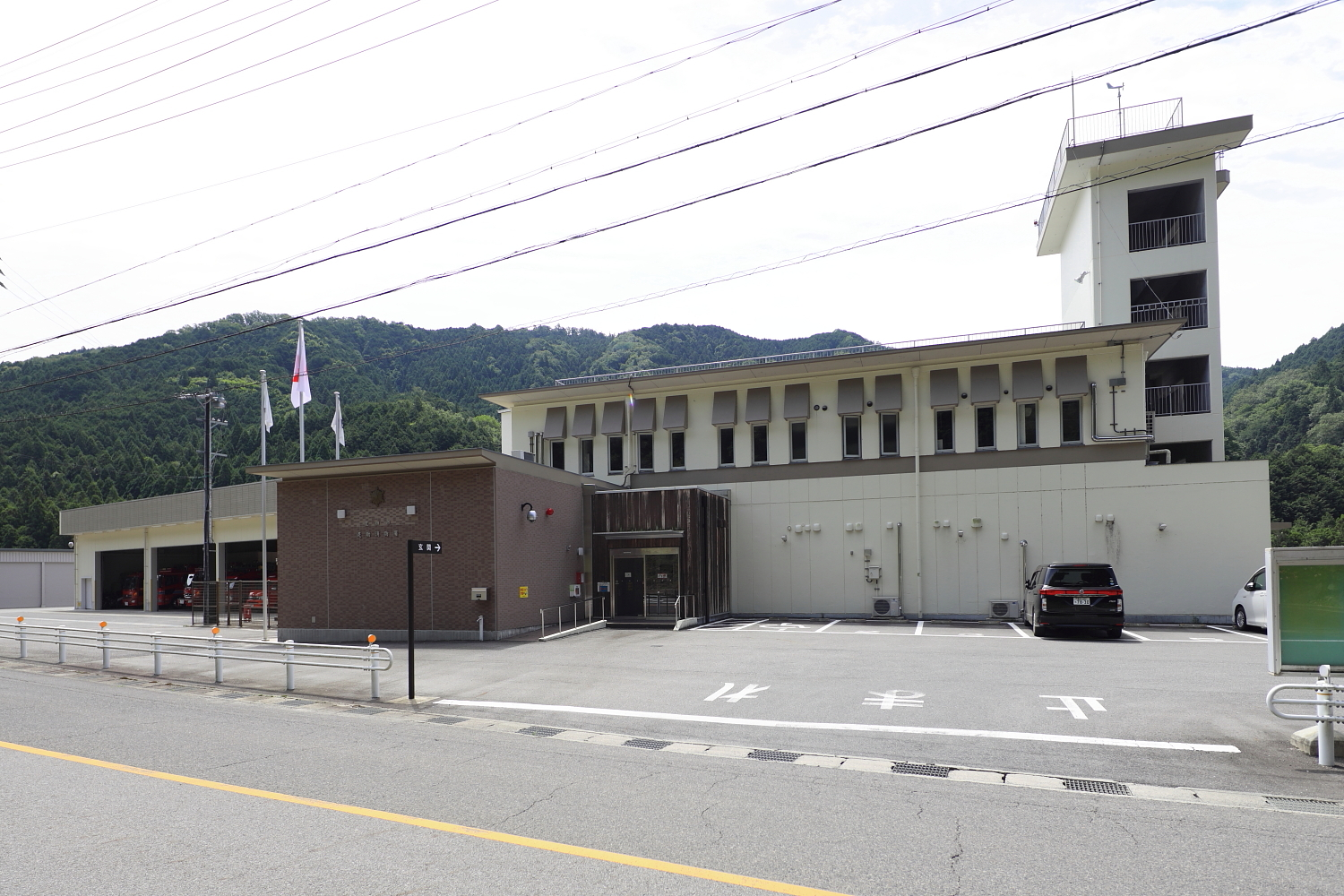
足助消防署
（豊田市桑田和町、2023年〈令和5年〉6月）

| 消防署     | 住所            | 分署                                   | 出張所                                                                 |
| ---------- | --------------- | -------------------------------------- | ---------------------------------------------------------------------- |
| 北消防署   | 四郷町森前100   | 藤岡小原：木瀬町桧本1525-1             | 保見：篠原町黒坪11-2 力石：力石町井ノ上81-2                            |
| 中消防署   | 長興寺5-17-1    | 東：岩滝町高入36-1 逢妻：丸根町6-18-2  | 松平：九久平町百々8-7                                                  |
| 南消防署   | 和会町長田3-1   | 西：聖心町4-44-5 末野原：鴛鴨町新林127 | 高岡：高岡新町上平地135-1                                              |
| 足助消防署 | 桑田和町中貝戸6 | なし                                   | 旭：浅谷町下万場303-2 稲武：稲武町宮ノヒラ8-7 下山：大沼町大官屋敷92-1 |